# Pipiganj
Pipiganj è una suddivisione dell'India, classificata come nagar panchayat, di 11.386 abitanti, situata nel distretto di Gorakhpur, nello stato federato dell'Uttar Pradesh.